# Combat

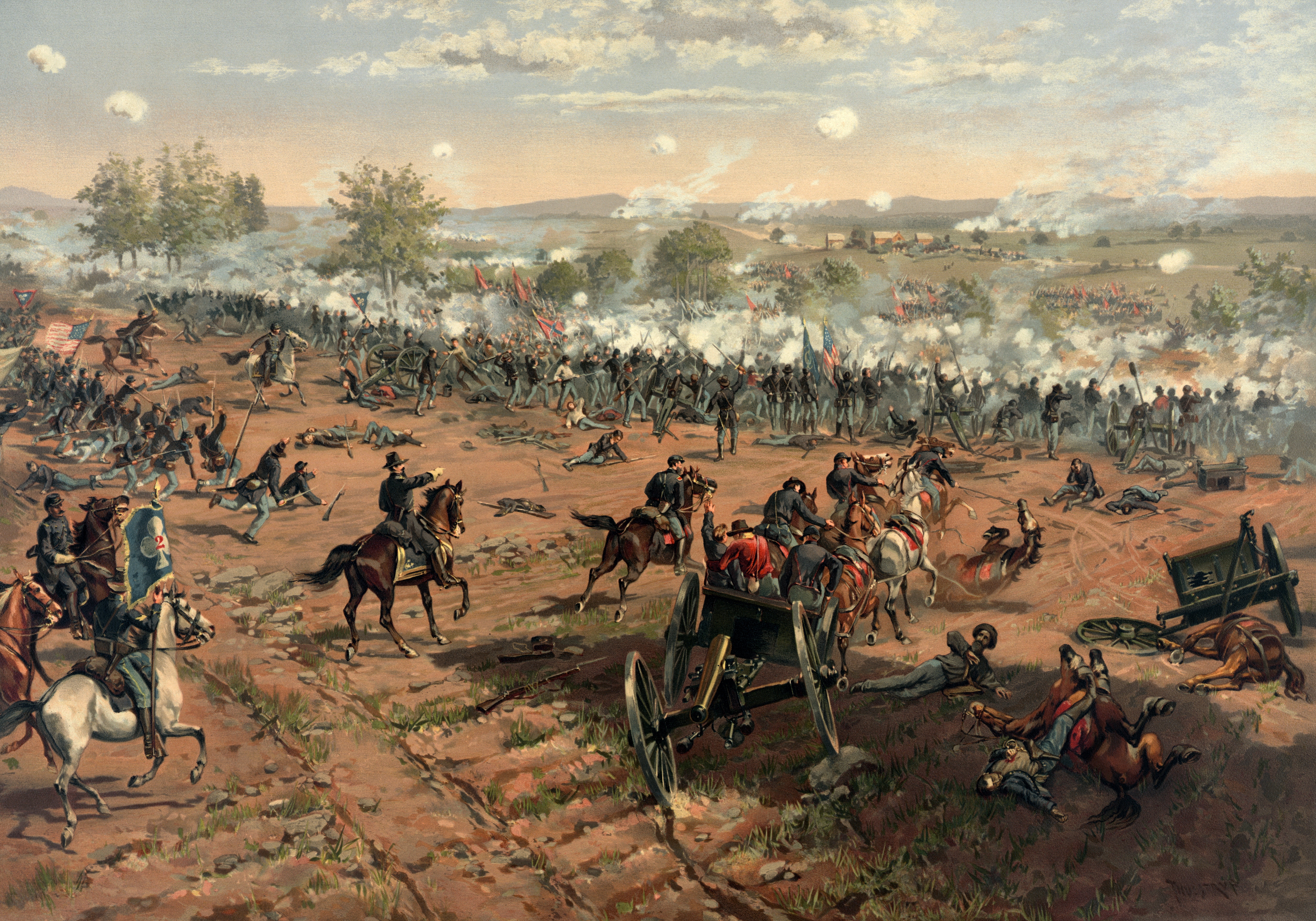
Combat terrestre a la batalla de Gettysburg del pintor Thure de Thulstrup, que va ser l'enfrontament de l'Exèrcit de la Unió i l'Exèrcit Confederat durant la Guerra Civil Americana, 1863

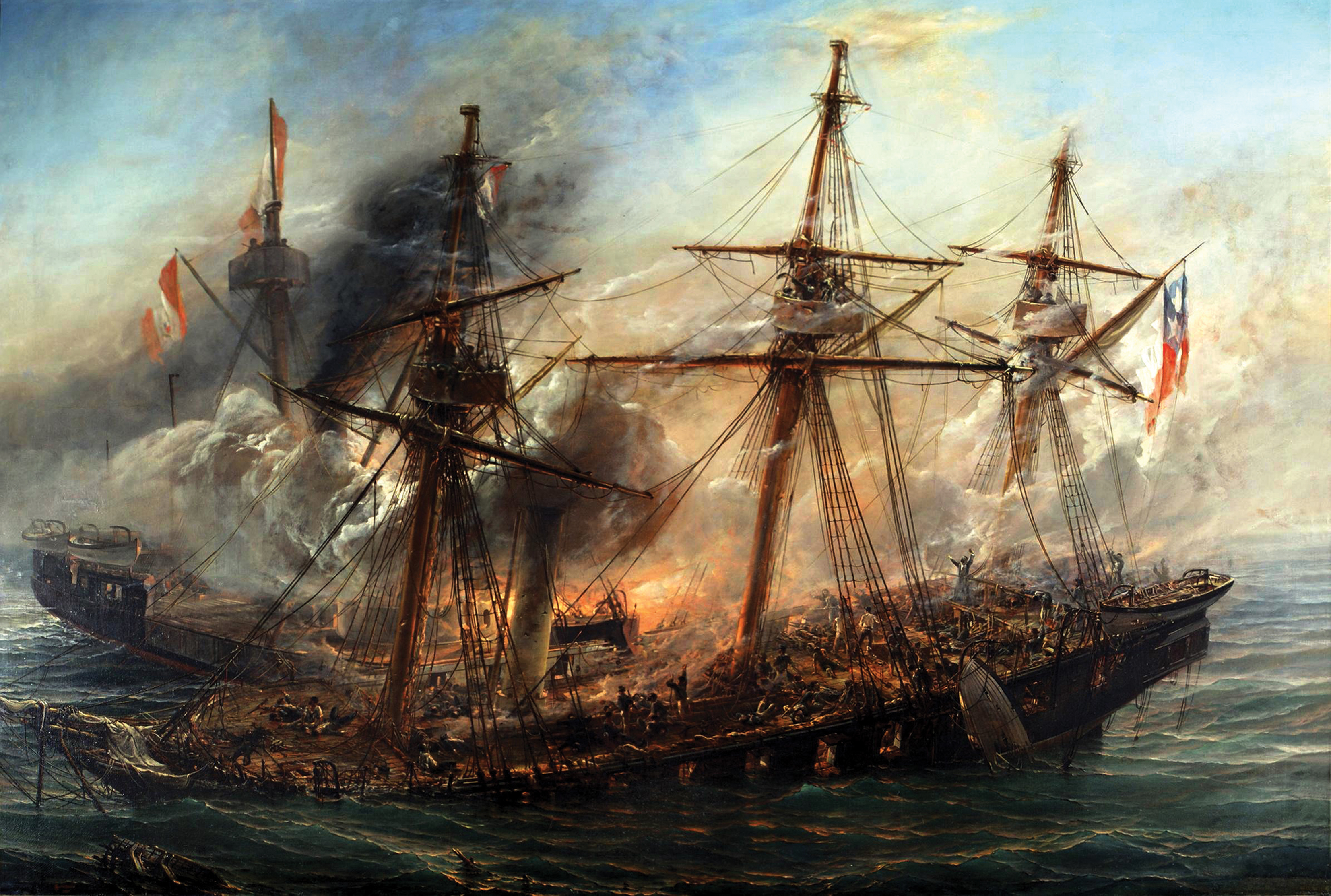
Combat naval representat a l'obra a l'Enfonsament de lEsmeralda durant la batalla d'Iquique pintat per Thomas Somerscales, que representa el vaixell peruà Huáscar -cuirassat- enfonsant la corbeta Esmeralda de l'armada de Xile durant la Guerra del Pacífic, 1879

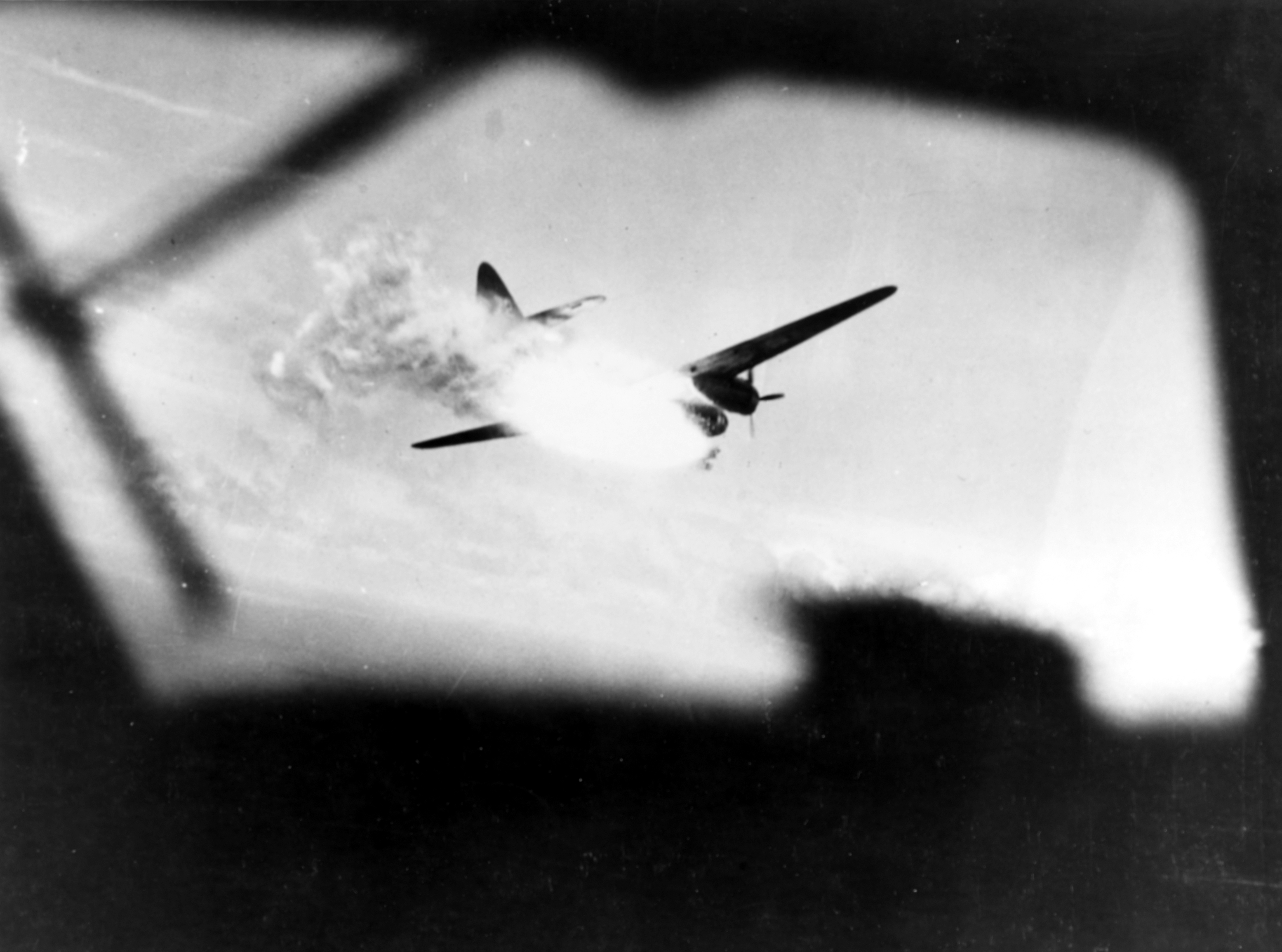
Combat aeri on es veu un Mitsubishi G4M de la marina imperial japonesa incendiat després de ser abatut per un PB2Y Coronado PB2Y de la marina dels Estats Units durant la Segona Guerra Mundial, el 1944

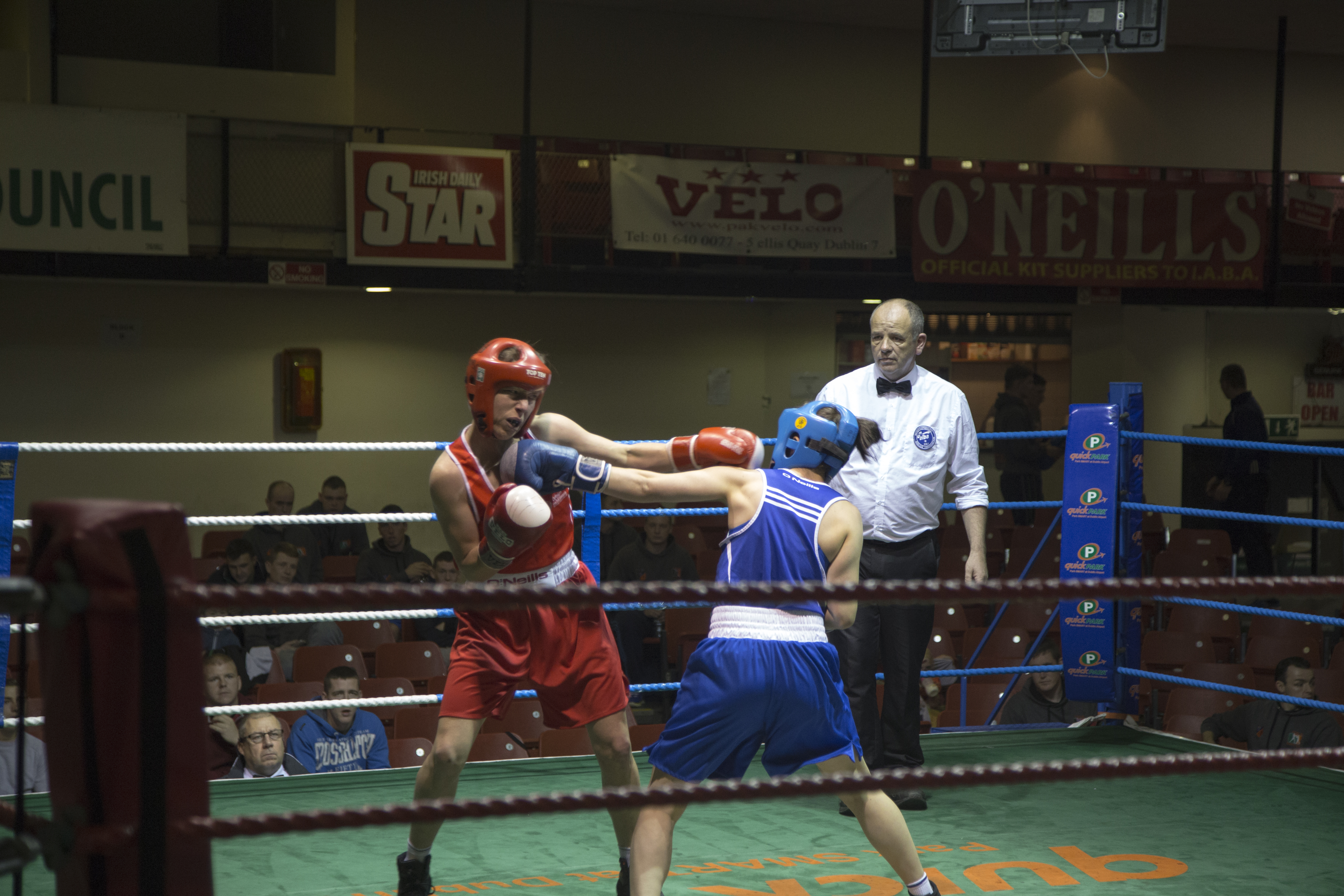
Esports de combat amb dos membres de les Forces de Defensa irlandeses colpejant-se durant un campionat de boxa sancionat per l'exèrcit el 2014

Un combat és un conflicte violent intencionat destinat a danyar físicament o matar l'oposició. El combat pot ser armat (utilitzant armes) o desarmat (no utilitzant armes). De vegades es recorre al combat com a mètode d'autodefensa, o es pot utilitzar com a eina per imposar la voluntat dels altres. Una instància de combat pot ser una confrontació autònoma o una petita part d'un conflicte violent molt més gran. Els casos de combat també poden ser benignes i recreatius, com en els casos d'esports de combat i de combat simulat.
El combat pot complir o estar en violació de les lleis locals o internacionals sobre conflictes. Alguns exemples de regles inclouen les Convencions de Ginebra (que cobreixen el tractament de les persones en la guerra), la cavalleria medieval, les regles del Marquès de Queensberry (que cobreixen la boxa) i diverses formes d'esports de combat.

## Variants
Les formes del combat poden ser diverses. Algunes varietats han quedat institucionalitzades al llarg del temps. Vegeu alguns exemples a continuació.

### Combat singular
El combat singular consisteix en la lluita de dos oponents, un de cada bàndol en una guerra o batalla. Entre jueus i filisteus, fou famós el combat entre David i Goliat. També foren famosos els combats singulars entre gladiadors. Amb les mateixes armes o diferents.
(Vegeu reciari i mirmil·ló).

### Combats entre grups reduïts
En presència de dos exèrcits enemics, hi podia haver desafiaments per a lluitar grups reduïts. Un grup de cada exèrcit. Per exemple el Desafiament de Bordeus. O els desafiaments de Barletta, de 1502 i 1503.

### Duel de Déu
Combat substitutiu d’un judici ordinari. Per exemple la llegenda del «bon comte de Barcelona i l’emperadriu d’Alemanya». A la ficció hi ha diversos exemples de judici de Déu. Per exemple a Ivanhoe (novel·la).

### Combat a ultrança
Combat fins a la mort d'un dels combatents.

## Personatges famosos o notables en combats individuals
- c.1500. Miquelot de Prades
- 1548?-1645. Miyamoto Musashi.[10]

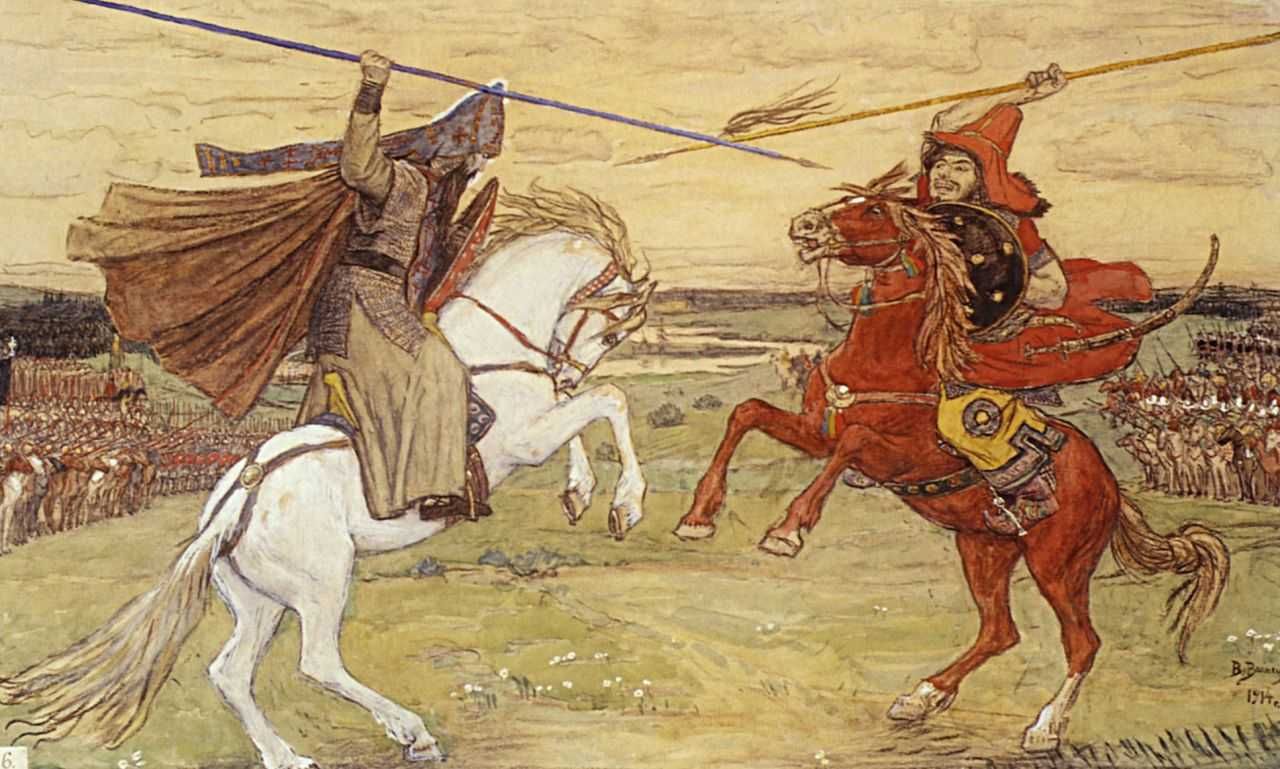
El duel d'Aleksandr Peresvet i el campió de Mamai. Per Víktor Vasnetsov

  - Autor de l'obra El llibre dels cinc anells" (Go-rin no sho).
- 1837- 1876. Wild Bill Hickok.[11]

## Teoria

### Combats entre grups
De forma general, la majoria de tractats militars proporcionen informació sobre els combats entre grups.
Cal recordar, en concret, les Lleis de Lanchester sobre dos grups de combatents. Una llei lineal (per a combats antics) i una llei de proporció al quadrat (per a combats moderns). El 1916 Frederick W. Lanchester va publicar les Lleis de Lanchester.

#### Literatura sobre combats de grups
A més de les obres militars esmentades, exposades en l'article corresponent, és possible afegir altres treballs específics. Sense cap pretensió d'exhaustivitat ni de representativitat, són les següents.
- c1350. Ibn Hudhayl. Va escriure el llibre Kitab túhfat al-anfus wa-xiar sukkan al-Àndalus, del qual ell mateix en va redactar una versió abreujada amb el títol Kitab hílyat al-fursan wa-xiar aix-xujan, que són un tractat sobre cavalls, equitació i armes destinat a formar els cavallers nassarites en les lluites a cavall.
  - L. Mercier va donar a conèixer el segon dels tractats (París, 1922) i el va publicar en francès amb el títol La parure des cavaliers et l'insigne des preux de Ben Hoḍeiel el Andalousy (París, 1924).[14] Més recentment María Jesús Viguera n'ha fet una traducció al castellà amb el títol Gala de caballeros y blasón de paladines (1977).[15]
- 1600. Libro de exercicios de la gineta. Bernardo de Vargas Machuca.[16]

| «            | Combate y escaramuça de lança y adarga, entre dos Caualleros amigos , o enemigos. | » |
| — Pàgina 122 |                                                                                   |   |

- 1890. Literatura militar española acompañada de un Post-Scriptum de Luis Vidart.[17]
- 2020. Tank Warfare, 1939–1945.[18]

### Combats individuals
Moltes formes de lluita disposen de tractats específics que indiquen les bases d'una arma concreta (per exemple l'espasa) i aconsellen a l'usuari amb la finalitat de millorar la seva tècnica i la possibilitat de victòria sobre l'adversari.

#### Arts marcials sense armes. Obres relacionades
- Aikido.[19]
- Bō (arma).[20]
- Capoeira.[21]
- Hapkido.[22]
- Jiu-jitsu.[23]
- Judo.[24]
- Karate.[25]
- Taekwondo.[26]

#### Exemples d'obres sobre armes per a combats individuals
A continuació, una petita mostra de les obres esmentades. Sense cap pretensió d'exhaustivitat ni de representativitat. (Una mostra significativa hauria de presentar centenars d'obres).
- 1643. Modo fácil y nuevo para examinarse los Mestros en la destreza de las armas. Por don Luís Pacheco de Narváez (Madrid 1625) ( Barcelona 1643). Pedro Petit, Maestro de armas de Barcelona.[27]
  - La referència indicada és correcta. Hi ha una presentació equivocada del títol.

| «             | ... es cierto que no hay catalán sin espada, pues no hay catalán sin valor. | » |
| — Pedro Petit |                                                                             |   |

- 1849. Manual del baratero: ó arte de manejar la navaja, el cuchillo y la tijera de los jitanos.[28]
- 1877. La boxe française.[29]
- 1892. Schools and Masters of Fence: From the Middle Ages to the End of the Eighteenth Century. E.Castle.[30]
  - 1888. Traducció al francès de l'obra anterior. L'escrime et les escrimeurs depuis le Moyen Age jusqu'au XVIIIe siècle: esquisse du développement et de la bibliographie de l'art de l'escrime pendant cette période, illustré de reproductions de vieilles estampes et de photogravures.[31]

## Pràctica
Les escoles i els mestres d'armes, de totes les disciplines, permeten un aprenentatge teòric i una pràctica de l'art de lluita (considerat en cada cas) que permeten millorar les prestacions personals. Durant segles, dues professions eren imprescindibles: el mestre d'equitació (picador de cavalls) i el mestre d'armes (mestre d'esgrima).
- 1599. Demandes dels mestres d'esgrima de Barcelona.[32]